# Boys (piosenka The Shirelles)
Boys – piosenka napisana przez Luthera Dixona i Wesa Farrella, wykonana przez The Shirelles i wydana na stronie B singla Will You Love Me Tomorrow w listopadzie 1960 roku. 

## Wersja The Beatles
Zespół The Beatles wydał utwór Boys na swoim debiutanckim albumie Please Please Me. Został nagrany w Abbey Road Studios w dniu 11 lutego 1963 roku „za jednym podejściem”. W utworze tym Ringo Starr obejmuje rolę wokalisty prowadzącego. Piosenka została nagrana w dniu, gdy The Beatles nagrali 10 z 14 utworów, które złożyły się na płytę Please Please Me. Na albumie została również umieszczona druga piosenka The Shirelles, Baby It's You. 
Podczas wykonywania Boys w Cavern Club, na perkusji grał Pete Best, jednak po zmianie perkusisty zastąpił go Ringo.

## Wykonawcy utworu Boys w wersji The Beatles
- Ringo Starr – perkusja, wokal prowadzący
- John Lennon – gitara, wokal
- George Harrison – gitara, wokal
- Paul McCartney – gitara basowa, wokal

## Wykonawcy utworu Boys w wersji The Shirelles
- Doris Coley
- Addie Harris
- Beverley Lee
- Shirley Owens